# Tom Hollander
Thomas Anthony Hollander, detto Tom (Oxford, 25 agosto 1967), è un attore britannico.
Ha ottenuto notorietà interpretando Lord Cutler Beckett nella saga Pirati dei Caraibi.

## Biografia
Figlio di due insegnanti, ha una sorella, Julia (direttrice d'opera). Studia alla Dragon School e alla Abingdon School con l'amico d'infanzia, il regista Sam Mendes. Frequenta il Selwyn College dell'Università di Cambridge, dove studia Inglese. Più tardi diventa membro della compagnia teatrale "Footlights". Una volta laureato ottiene una parte nel film Bedrooms and Hallways, e in seguito recita in L'opera del mendicante e in L'opera da tre soldi. Nel 2005 è Mr. Collins nell'adattamento cinematografico di Joe Wright del classico di Jane Austen Orgoglio e pregiudizio.
Ha raggiunto una discreta notorietà interpretando Lord Cutler Beckett, il perfido capo principale della Compagnia britannica delle Indie orientali, nei due sequel della serie Pirati dei Caraibi, La maledizione del forziere fantasma e Ai confini del mondo. Insieme a Johnny Depp e Jack Davenport ha recitato anche nel film The Libertine, nel ruolo di George Etherege. Nel 2017 conquista il British Academy Television Awards come miglior attore non protagonista per The Night Manager. Nel 2018 interpreta l'avvocato e manager Jim Beach in Bohemian Rhapsody, il film ufficiale della rockband Queen, diretto da Bryan Singer.

## Filmografia

### Attore

#### Cinema
- Una scelta d'amore (Some Mother's Son), regia di Terry George (1996)
- True Blue - Sfida sul Tamigi (True Blue), regia di Ferdinand Fairfax (1996)
- Martha da legare (Martha - Meet Frank, Daniel and Laurence), regia di Nick Hamm (1998)
- Camere e corridoi (Bedrooms and Hallways), regia di Rose Troche (1998)
- Maybe Baby, regia di Ben Elton, Hugh Laurie (2000)
- The Announcement, regia di Troy Miller (2000)
- Enigma, regia di Michael Apted (2001)
- Lewless Heart, regia di Tom Hunsinger, Neil Hunter (2001)
- Gosford Park, regia di Robert Altman (2001)
- Possession - Una storia romantica (Possession), regia di Neil LaBute (2002)
- Stage Beauty, regia di Richard Eyre (2004)
- Scatto mortale - Paparazzi (Paparazzi), regia di Paul Abascal (2004)
- The Libertine, regia di Laurence Dunmore (2004)
- Piccadilly Jim, regia di John McKay (2005)
- Orgoglio e pregiudizio (Pride & Prejudice), regia di Joe Wright (2005)
- The Darwin Awards - Suicidi accidentali per menti poco evolute (The Darwin Awards), regia di Finn Taylor (2006)
- Land of the Blind, regia di Robert Edwards (2006)
- Pirati dei Caraibi - La maledizione del forziere fantasma (Pirates of the Caribbean: Dead Man Chest), regia di Gore Verbinski (2006)
- Un'ottima annata - A Good Year (A Good Year), regia di Ridley Scott (2006)
- Rabbit Fever, regia di Ian Denyer (2006)
- Pirati dei Caraibi - Ai confini del mondo (Pirates of the Caribbean: At World's End), regia di Gore Verbinski (2007)
- Elizabeth: The Golden Age, regia di Shekhar Kapur (2007)
- Operazione Valchiria (Valkyrie), regia di Bryan Singer (2008)
- In the Loop, regia di Armando Iannucci (2009)
- Il solista (The Soloist), regia di Joe Wright (2009)
- Hanna, regia di Joe Wright (2011)
- Byzantium, regia di Neil Jordan (2012)
- Questione di tempo (About Time), regia di Richard Curtis (2013)
- The Invisible Woman, regia di Ralph Fiennes (2013)
- Posh (The Riot Club), regia di Lone Scherfig (2014)
- Muppets 2 - Ricercati (Muppets Most Wanted), regia di James Bobin (2014)
- Mission: Impossible - Rogue Nation, regia di Christopher McQuarrie (2015)
- The Promise, regia di Terry George (2016)
- La ragazza dei tulipani (Tulip Fever), regia di Justin Chadwick (2017)
- Ogni tuo respiro (Breathe), regia di Andy Serkis (2017)
- Bohemian Rhapsody, regia di Bryan Singer (2018)
- A Private War, regia di Matthew Heineman (2018)
- Bird Box, regia di Susanne Bier (2018)
- The King's Man - Le origini (The King's Man), regia di Matthew Vaughn (2021)

#### Televisione
- Wives and Daughters – miniserie TV, 4 puntate (1999)
- The Lost Prince, regia di Stephen Poliakoff – film TV (2003)
- Cambridge Spies – miniserie TV, 4 puntate (2003)
- London – serie TV (2004)
- The Company – miniserie TV, 6 puntate (2007)
- John Adams – miniserie TV, 1 puntata (2008)
- Freezing – serie TV, 3 episodi (2008-2009)
- Disperatamente romantici (Desperate Romantics) – miniserie TV, 6 puntate (2009)
- Any Human Heart – miniserie TV, 3 episodi (2010)
- Rev. – serie TV, 19 episodi (2010-2014)
- The Night Manager – miniserie TV, 6 puntate (2016)
- Doctor Thorne – miniserie TV, 3 puntate (2016)
- Taboo – serie TV, 5 episodi (2017)
- Baptiste – serie TV, 6 episodi (2019)
- Harry Palmer - Il caso Ipcress (The Ipcress File) – miniserie TV, 6 puntate (2022)
- The White Lotus – serie TV, 5 episodi (2022)
- Feud - Capote vs. The Swans – serie TV (2024)

### Doppiatore
- Pirati dei Caraibi - Ai confini del mondo - videogioco (2007)
- Mowgli - Il figlio della giungla (Mowgli), regia di Andy Serkis (2018)
- Il bambino, la talpa, la volpe e il cavallo (The Boy, the Mole, the Fox and the Horse), regia di Peter Baynton e Charlie Mackesy (2022)

## Teatro
- Il giardino dei ciliegi di Anton Čechov, regia di Sam Mendes, Aldwych Theatre di Londra (1989)
- La scuola della maldicenza di Richard Brinsley Sheridan, regia di Peter Wood, National Theatre di Londra (1990)

- Come vi piace di William Shakespeare, regia di Declan Donnellan, Albery Theatre di Londra (1991)
- La via del mondo di William Congreve, regia di Peter Gill, Lyric Hammerstein di Londra (1992)
- Ella si umilia per vincere di Oliver Goldsmith, regia di Peter Wood, Chichester Theatre Festival di Chichester (1992)
- L'opera da tre soldi, libretto di Bertolt Brecht, colonna sonora di Kurt Weill, regia di Phyllida Lloyd, Donmar Warehouse di Londra (1994)
- Il Tartuffo di Molière, regia di Jonathan Kent, Almeida Theatre di Londra (1995)
- L'ispettore generale da Nikolaj Gogol', regia di Jonathan Kent, Almeida Theatre di Londra (1997)
- The Judas Kiss di David Hare, regia di Richard Eyre, Playhouse Theatre di Londra e al Broadhurst Theatre di Broadway a New York (1998)
- Re Lear di William Shakespeare, regia di Jonathan Kent, Almeida Theatre di Londra (2001)
- I mostri sacri di Tom Stoppard, regia di Patrick Marber, Menier Chocolate Factory di Londra (2016); Apollo Theatre di Londra (2017); American Airlines Theatre di Broadway a New York (2018)
- Patriots di Peter Morgan, regia di Rupert Goold, Almeida Theatre di Londra (2022)

## Doppiatori italiani
Nelle versioni in italiano delle opere in cui ha recitato, è stato doppiato da:
- Francesco Bulckaen in Land of the Blind, The Company, The Night Manager, La ragazza dei tulipani, Baptiste, Harry Palmer - Il caso Ipcress, The White Lotus
- Riccardo Niseem Onorato in Un'ottima annata - A Good Year, Operazione Valchiria, Questione di tempo, Posh
- Fabrizio Vidale in Maybe Baby, Orgoglio e pregiudizio, Disperatamente romantici, The King's Man - Le origini, Feud
- Lorenzo Macrì in Enigma, Gosford Park, Possession - Una storia romantica
- Loris Loddi in Pirati dei Caraibi - La maledizione del forziere fantasma, Pirati dei Caraibi - Ai confini del mondo
- Franco Mannella in Ogni tuo respiro, A Private War
- Alessandro Quarta in Camere e corridoi
- Roberto Gammino in Scatto mortale - Paparazzi
- Mauro Gravina in The Libertine
- Francesco Prando in Una scelta d'amore
- Achille D'Aniello in The Darwin Awards - Suicidi accidentali per menti poco evolute
- Marco Guadagno in Elizabeth: The Golden Age
- Massimiliano Manfredi ne Il solista
- Massimiliano Virgilii in Hanna
- Federico Di Pofi in Byzantium
- Stefano Alessandroni in Mission: Impossible - Rogue Nation
- Massimo Bitossi in The Promise
- Alessio Cigliano in Bohemian Rhapsody
- Simone D'Andrea in Bird Box

Da doppiatore è stato sostituito da:
- Stefano Alessandroni in Mowgli - Il figlio della giungla
- Francesco Bulckaen ne Il bambino, la talpa, la volpe e il cavallo